# Convoi exceptionnel (film)
Pour le type de transport, voir Convoi exceptionnel.
Pour plus de détails, voir Fiche technique et Distribution.
Convoi exceptionnel est un film franco-belge réalisé par Bertrand Blier, sorti en 2019. Il marque son retour, et son dernier film, en tant que réalisateur depuis Le Bruit des glaçons en 2010.

## Synopsis
Au milieu d'un embouteillage bruxellois, Foster (Christian Clavier), un bourgeois, rencontre Taupin (Gérard Depardieu), un SDF. Les deux hommes se retrouvent dans un monde où la vie des gens se résume au suivi d'un scénario transmis sur papier, ceux qui n'en reçoivent pas se retrouvant perdus. Embarqués dans des aventures loufoques, ils sont amenés à se remettre en question sur leurs vies diamétralement opposées.

## Fiche technique
- Titre du film : Convoi exceptionnel
- Réalisateur : Bertrand Blier
- Scénario : Bertrand Blier
- Premier assistant réalisateur : Hubert engammare
- Montage : Marion Monestier
- Décors : Véronique Sacrez
- Costumes : Jacqueline Bouchard
- Son : Alain Sironval
- Musique originale : Grégoire Hetzel
- Producteur : Olivier Delbosc
- Directeur de production : Philippe Delest
- Production : Curiosa Films et Versus Production
- Distribution : UGC
- Budget : 5 millions d'euros
- Genre : comédie
- Durée : 83 minutes
- Date de sortie :
  - France : 13 mars 2019

## Distribution
- Gérard Depardieu : Taupin
- Christian Clavier : Foster
- Farida Rahouadj : Esther
- Sylvie Testud : Jennifer
- Alexandra Lamy : Sabine
- Alex Lutz : Édouard
- Bouli Lanners : Patrick Boyard
- Louis-Do de Lencquesaing : Arthur Combasse
- Audrey Dana : la showrunneuse
- Guy Marchand : le producteur
- Charlie Dupont : Labouze
- Philippe Magnan : l'inspecteur Bonito
- Jean Dell : le Réveillé
- Isabelle de Hertogh : la boulangère
- Stéphane Bissot : la patronne du Calypso
- Stéphane Liberski : un des scénaristes

## Production
Blier n'avait plus tourné depuis Le Bruit des glaçons en 2010. Son projet d'adaptation de son propre roman Existe en Blanc n'a pas abouti,.
Le réalisateur Bertrand Blier rassemble Christian Clavier et Gérard Depardieu qui n'avaient plus joué ensemble depuis Astérix et Obélix : Mission Cléopâtre. Clavier était le dernier membre de la troupe du Splendid à ne pas avoir collaboré avec Blier.
Le tournage a lieu à Bruxelles entre le 14 février et le 14 avril 2018. Ce tournage a notamment eu lieu rue Général Capiaumont à Etterbeek.

## Thématiques
Comme depuis Les Côtelettes, le cinéaste aborde la mélancolie, le libre-arbitre, le destin et la mort. Marianne parle d'un film nihiliste.
Le personnage d'Esther chante à un moment Danse avec moi qui était chanté par Suzy Delair dans Quai des Orfèvres d'Henri-Georges Clouzot où Bernard Blier était l'un des principaux acteurs,.

## Accueil

### Critique
Le film reçoit des retours mitigés, avec une note moyenne de 1,5/5 sur AlloCiné.
Première dénote quelques défauts « Inégal mais traversé par des moments de grâce que l’on doit au duo Clavier-Depardieu ». La Voix du Nord est déçu « une sensation de partition inachevée ».

### Box-office
| Pays ou région | Box-office      | Date d'arrêt du box-office | Nombre de semaines |
| -------------- | --------------- | -------------------------- | ------------------ |
| France         | 122 801 entrées | 17 avril 2019              | 5                  |
| Total mondial  | 785 356 $       | -                          | -                  |